# Symfonie nr. 4 (Reznicek)
Emil Nikolaus von Rezniček voltooide zijn Symfonie in f mineur op 5 februari 1919. Het werk kreeg pas veel later de titel Symfonie nr. 4. Het zou Rezniceks laatste symfonie worden. Zijn Tanzsymphonie kreeg wel de titel Symfonie nr. 5, maar heeft niet de structuur van een symfonie.
Von Rezniček schreef een symfonie in de oude stijl, dat wil zeggen classicisme/neoclassicisme in dit geval vermengd met romantiek. Zowel het platenlabel cpo als Musicweb vermeldden invloeden van Gustav Mahler en Richard Strauss. Andere hadden het over Felix Mendelssohn Bartholdy, Johannes Brahms en Franz Schreker.
Arthur Nikisch leidde in de première op 25 oktober 1920 de Berliner Philharmoniker, waarbij hij inzette op trage tempi.
De symfonie kent vier delen:
- Moderato pesante
- Trauermarsch auf den Tod eines Kommödianten
- Allegro molto
- Variationen über ein eigenes Thema.

Orkestratie:
- 2 dwarsfluiten, 2 hobo’s, 2 klarinetten, 2 fagotten, 1 contrafagot
- 4 hoorns, 2 trompetten, 3 trombones
- pauken, bekkens en grote trom
- violen, altviolen, celli, contrabassen